# Nati il 26 marzo

## XI secolo(1)
- 1031 - Malcolm III di Scozia, re scozzese († 1093)

## XV secolo(1)
- 1495 - Michele Antonio di Saluzzo, generale italiano († 1528)

## XVI secolo(6)
- 1516 - Conrad Gessner, naturalista, teologo e bibliografo svizzero († 1565)
- 1520 - Pedro de Deza Manuel, cardinale e vescovo cattolico spagnolo († 1600)
- 1554 - Carlo di Guisa, nobile francese († 1611)
- 1584 - Giovanni II del Palatinato-Zweibrücken, nobile († 1635)
- 1596 - Caterina Enrichetta di Borbone, nobile francese († 1663)
- 1596 - Ogasawara Tadazane, militare giapponese († 1667)

## XVII secolo(12)
- 1624 - Giovanni Battista Montecuccoli-Laderchi, nobile e diplomatico italiano († 1688)
- 1633 - Mary Beale, pittrice inglese († 1699)
- 1634 - Domenico Freschi, compositore italiano († 1710)
- 1656 - Nicolaas Hartsoeker, matematico e fisico olandese († 1725)
- 1676 - Pietro Cappello, politico e diplomatico italiano († 1729)
- 1680 - Carlo di Danimarca, principe danese († 1729)
- 1685 - Germain Louis Chauvelin, politico francese († 1762)
- 1689 - Maria Maddalena d'Asburgo, nobildonna († 1743)
- 1692 - Jean Restout, pittore francese († 1768)
- 1692 - Gustav Adolf von Gotter, diplomatico e collezionista d'arte tedesco († 1762)
- 1698 - Václav Prokop Diviš, presbitero, teologo e scienziato ceco († 1765)
- 1699 - Hubert-François Gravelot, pittore, disegnatore e incisore francese († 1773)

## XVIII secolo(27)
- 1702 - Pierre Ignace Parrocel, incisore e pittore francese († 1775)
- 1703 - Gottfried Heinrich Krohne, architetto tedesco († 1756)
- 1712 - Giorgio Stassi, vescovo cattolico italiano († 1802)
- 1718 - Georg Friedrich Meier, filosofo e teologo tedesco († 1777)
- 1721 - Nicolas Le Camus de Mézières, architetto e teorico dell'architettura francese († 1789)
- 1736 - Rudolf Erich Raspe, scrittore, scienziato e bibliotecario tedesco († 1794)
- 1741 - Jean-Michel Moreau, pittore, incisore e disegnatore francese († 1814)
- 1744 - Thomas de Mahy de Favras, nobile e politico francese († 1790)
- 1748 - Benedetto Giuseppe Labre, santo francese († 1783)
- 1750 - Gilbert Romme, politico e matematico francese († 1795)
- 1753 - Benjamin Thompson, fisico e ingegnere statunitense († 1814)
- 1754 - Heinrich Ludwig Lehmann, scrittore tedesco († 1828)
- 1760 - Nicolas Clary, politico francese († 1823)
- 1766 - George Boyle, IV conte di Glasgow, nobile scozzese († 1843)
- 1770 - Andrea Ferrari, generale italiano († 1849)
- 1773 - Nathaniel Bowditch, matematico e astronomo statunitense († 1838)
- 1776 - Anna Tyszkiewicz, scrittrice e nobile polacca († 1867)
- 1776 - Anton Gundakar von Starhemberg, militare e nobile austriaco († 1842)
- 1779 - Giuseppe Gaimari, medico e traduttore italiano († 1839)
- 1780 - Julius Eduard Hitzig, scrittore tedesco († 1849)
- 1786 - Leopold von Lützow, generale prussiano († 1844)
- 1787 - Pietro Bianchi, architetto, ingegnere e archeologo svizzero († 1849)
- 1787 - Franz Steinfeld, pittore austriaco († 1868)
- 1790 - Giuseppe Stuard, collezionista d'arte italiano († 1834)
- 1794 - Julius Schnorr von Carolsfeld, pittore tedesco († 1872)
- 1795 - Heinrich Moritz Gaede, entomologo e naturalista tedesco († 1834)
- 1796 - Giovan Maria Salati, militare italiano († 1879)

## XIX secolo(168)
- 1801 - Edelestand du Méril, filologo e paleografo francese († 1871)
- 1801 - Paolo Vimercati Sozzi, antiquario italiano († 1883)
- 1803 - John William Lubbock, banchiere, astronomo e matematico britannico († 1865)
- 1805 - Şirəli Müslümov, centenario azero († 1973)
- 1806 - Ferdinand Anton von Dondorf, generale austriaco († 1882)
- 1806 - Colin Mackenzie, militare britannico († 1881)
- 1806 - Josef Slavík, violinista e compositore boemo († 1833)
- 1806 - Stefan von Wernhardt, generale austriaco († 1869)
- 1807 - Bogdan Jański, religioso polacco († 1840)
- 1809 - William Henry Bartlett, artista britannico († 1854)
- 1809 - Gaetano Benini, attore teatrale italiano († 1888)
- 1817 - Ludwig von Paar, diplomatico e nobile austriaco († 1893)
- 1817 - Wilhelm Roser, chirurgo e oculista tedesco († 1888)
- 1819 - Louise Otto-Peters, scrittrice tedesca († 1895)
- 1819 - Giorgio, duca di Cambridge, nobile inglese († 1904)
- 1820 - Carlo Gallozzi, politico e medico italiano († 1903)
- 1820 - Francesco Saverio de Mérode, arcivescovo cattolico belga († 1874)
- 1821 - Ernst Engel, economista e statistico tedesco († 1896)
- 1822 - Ahmed Cevdet, storico, letterato e politico turco († 1895)
- 1822 - Célestin-Anatole Calmels, scultore francese († 1906)
- 1822 - Charles-Bonaventure-François Theuret, vescovo cattolico francese († 1901)
- 1823 - Carlo Felice Biscarra, pittore, critico d'arte e archeologo italiano († 1894)
- 1824 - Julie-Victoire Daubié, scrittrice e giornalista francese († 1874)
- 1824 - Salvino Salvini, scultore italiano († 1899)
- 1825 - Camille Chazal, pittore francese († 1875)
- 1826 - Carl Kellner, ottico tedesco († 1855)
- 1826 - Karl von Pfusterschmid-Hardtenstein, diplomatico e nobile austriaco († 1904)
- 1826 - Elisabetta Paolina di Sassonia-Altenburg, duchessa tedesca († 1896)
- 1829 - Théodore Aubanel, poeta francese († 1886)
- 1829 - William Robinson Clark, presbitero e teologo britannico († 1912)
- 1829 - Raffaele Nannarone, imprenditore e politico italiano († 1908)
- 1829 - Pierre-Marie Osouf, arcivescovo cattolico e missionario francese († 1906)
- 1830 - Ferdinand Pauwels, pittore belga († 1904)
- 1831 - Wilhelm Mannhardt, etnologo tedesco († 1880)
- 1832 - Michel Bréal, glottologo francese († 1915)
- 1832 - Michele Iacobucci, politico italiano († 1891)
- 1833 - Antonín Bennewitz, violinista, direttore d'orchestra e docente ceco († 1926)
- 1833 - Albano Tomaselli, pittore italiano († 1856)
- 1835 - Vito Cesare Boccardi, imprenditore italiano († 1878)
- 1836 - Paul Carl Beiersdorf, farmacista e imprenditore tedesco († 1896)
- 1836 - Prospero Ferretti, pittore italiano († 1893)
- 1836 - José Maria da Cunha Seixas, filosofo portoghese († 1895)
- 1838 - Janez Mencinger, scrittore sloveno († 1912)
- 1840 - Giovanni Battista Billia, avvocato e politico italiano († 1910)
- 1840 - Gustave Guillaumet, pittore francese († 1887)
- 1840 - George Smith, assiriologo britannico († 1876)
- 1842 - Alexandre Saint-Yves d'Alveydre, medico francese († 1909)
- 1842 - Eugenio Torelli Viollier, giornalista e editore italiano († 1900)
- 1844 - Henri-Alexandre Danlos, dermatologo francese († 1912)
- 1844 - Ernesto Della Torre, patriota e politico italiano († 1913)
- 1845 - Paul Burani, librettista, attore teatrale e giornalista francese († 1901)
- 1845 - Emanuel Kayser, geologo e paleontologo tedesco († 1927)
- 1846 - Eugenio Ventura, politico e avvocato italiano († 1912)
- 1847 - Luigi Dalla Laita, artista e progettista italiano († 1939)
- 1848 - John Churton Collins, critico letterario, giornalista e saggista inglese († 1908)
- 1849 - Achille La Guardia, direttore di banda, compositore e militare italiano († 1904)
- 1849 - Gabriele Torelli, matematico italiano († 1931)
- 1850 - Edward Bellamy, scrittore statunitense († 1898)
- 1852 - Élémir Bourges, scrittore francese († 1925)
- 1852 - Tomaso Filippi, fotografo italiano († 1948)
- 1852 - James Hastings, biblista britannico († 1922)
- 1853 - Salvatore Frangiamore, pittore italiano († 1915)
- 1854 - Jean-Joseph Hirth, missionario e vescovo cattolico francese († 1931)
- 1854 - Maurice Lecoq, tiratore a segno francese († 1925)
- 1854 - Amilcare Puviani, economista italiano († 1907)
- 1856 - Severino Ferrari, poeta e critico letterario italiano († 1905)
- 1856 - William Massey, politico neozelandese († 1925)
- 1858 - Averardo Borsi, giornalista e scrittore italiano († 1910)
- 1858 - Henry Lowther, diplomatico inglese († 1939)
- 1859 - Alfred Edward Housman, poeta e filologo classico inglese († 1936)
- 1859 - Adolf Hurwitz, matematico tedesco († 1919)
- 1859 - Abd al-Ahad Khan, sovrano uzbeko († 1911)
- 1859 - Nikolaj Aleksandrovič Sokolov, compositore russo († 1922)
- 1860 - André Prévost, tennista francese († 1919)
- 1862 - Osvaldo Orsi, agronomo italiano († 1944)
- 1865 - Silvio Negri, compositore, mandolinista e chitarrista italiano († 1941)
- 1866 - Sorelle Agazzi, pedagogista italiana († 1951)
- 1866 - Alfredo Fè d'Ostiani, generale italiano († 1943)
- 1866 - Fred Karno, circense britannico († 1941)
- 1866 - Carl Christian Mez, botanico tedesco († 1944)
- 1867 - Giovanni Borelli, politico, giornalista e militare italiano († 1932)
- 1867 - Dwight Heald Perkins, architetto e urbanista statunitense († 1941)
- 1868 - Vincenzo Carbone, generale italiano († 1949)
- 1868 - Fu'ad I d'Egitto, re († 1936)
- 1869 - Giovanni Tirinnanzi, vescovo cattolico italiano († 1949)
- 1870 - Luigi Sincero, cardinale e arcivescovo cattolico italiano († 1936)
- 1871 - Serafin e Joaquin Álvarez Quintero, commediografo e librettista spagnolo († 1938)
- 1872 - Émile Armand, anarchico e filosofo francese († 1962)
- 1873 - Hans Lorenz, alpinista e chirurgo austriaco († 1934)
- 1873 - Gerald du Maurier, attore e produttore teatrale inglese († 1934)
- 1874 - Robert Frost, poeta e drammaturgo statunitense († 1963)
- 1874 - Oskar Nedbal, violista, compositore e direttore d'orchestra ceco († 1930)
- 1874 - Attilio Susi, politico italiano († 1935)
- 1874 - Luigi Tonta, ammiraglio italiano († 1935)
- 1874 - Laurenz Matthias Vincenz, vescovo cattolico svizzero († 1941)
- 1875 - Mario Calvino, agronomo e botanico italiano († 1951)
- 1875 - William Wordsworth Fisher, ammiraglio britannico († 1937)
- 1875 - Salvatore Pagano, generale italiano († 1950)
- 1875 - Syngman Rhee, politico sudcoreano († 1965)
- 1876 - Walter Law, attore e regista statunitense († 1940)
- 1876 - Pietro Studiati Berni, architetto e ingegnere italiano († 1962)
- 1876 - Guglielmo di Wied, principe, militare e politico tedesco († 1945)
- 1877 - Rae Berger, attore e regista statunitense († 1931)
- 1877 - Hermann Wilhelm Berning, arcivescovo cattolico tedesco († 1955)
- 1877 - Guido Donegani, ingegnere, imprenditore e politico italiano († 1947)
- 1877 - Oscar Grégoire, pallanuotista e nuotatore belga († 1947)
- 1879 - Othmar Ammann, ingegnere svizzero († 1965)
- 1879 - Mario Arlotta, militare, diplomatico e politico italiano († 1946)
- 1879 - Waldemar Tietgens, canottiere tedesco († 1917)
- 1880 - Dixon Boardman, velocista statunitense († 1954)
- 1880 - Georges Mys, canottiere belga († 1952)
- 1881 - Gaetano Azzariti, giurista e politico italiano († 1961)
- 1881 - Guccio Gucci, imprenditore e stilista italiano († 1953)
- 1881 - Ronald McLean, ginnasta britannico († 1941)
- 1882 - Charles Dellert, ginnasta e multiplista statunitense († 1981)
- 1882 - John Foy, maratoneta statunitense († 1960)
- 1882 - Hermann Obrecht, politico svizzero († 1940)
- 1882 - Giovanni Silva, astronomo e scienziato italiano († 1957)
- 1883 - Stefano Cotugno, militare italiano († 1908)
- 1883 - Cleo Madison, attrice, regista e produttrice cinematografica statunitense († 1964)
- 1883 - Arthur Southern, ginnasta britannico († 1940)
- 1883 - Michele Terzaghi, politico italiano († 1965)
- 1884 - Wilhelm Backhaus, pianista tedesco († 1969)
- 1884 - Marie Empress, attrice britannica († 1919)
- 1884 - Isaac Kidd, ammiraglio statunitense († 1941)
- 1884 - Paul Legentilhomme, generale francese († 1975)
- 1885 - Robert Blackburn, aviatore e imprenditore britannico († 1955)
- 1885 - Friedrich Kirchner, generale tedesco († 1960)
- 1885 - Archimede Mischi, generale italiano († 1970)
- 1886 - Luigi Amoroso, matematico e economista italiano († 1965)
- 1887 - Dante Armanetti, anarchico e antifascista italiano († 1958)
- 1887 - Pietro Barillà, pittore italiano († 1953)
- 1887 - Rose Lichtenstein, attrice tedesca († 1955)
- 1887 - Adolf Winkelmann, medico tedesco († 1947)
- 1888 - Elsa Brändström, infermiera svedese († 1948)
- 1888 - Giacomo Rimini, baritono italiano († 1952)
- 1889 - Pietro Aschieri, ingegnere e architetto italiano († 1952)
- 1889 - Imre Erdődy, ginnasta ungherese († 1973)
- 1890 - Teresa Battaggi, ballerina e coreografa italiana († 1957)
- 1890 - Raymond Callemin, anarchico belga († 1913)
- 1891 - Giuseppe Azzini, ciclista su strada italiano († 1925)
- 1891 - Maurice Rostand, scrittore francese († 1968)
- 1891 - Giuseppe Toffanin, critico letterario e scrittore italiano († 1980)
- 1892 - Filippo Del Giudice, produttore cinematografico italiano († 1962)
- 1892 - Paul Douglas, economista e politico statunitense († 1976)
- 1893 - James Bryant Conant, chimico statunitense († 1978)
- 1893 - Palmiro Togliatti, politico, giornalista e economista italiano († 1964)
- 1894 - Guido Boni, ginnasta italiano († 1956)
- 1894 - Teodoro Capocci, militare italiano († 1916)
- 1894 - Frank Kriz, ginnasta statunitense († 1955)
- 1894 - Viorica Ursuleac, soprano rumeno († 1985)
- 1894 - Will Wright, attore statunitense († 1962)
- 1895 - Giulio Calì, attore italiano († 1967)
- 1895 - Jimmy McMullan, allenatore di calcio e calciatore scozzese († 1964)
- 1895 - Vilho Tuulos, triplista finlandese († 1967)
- 1896 - Rudolf Gerhardt, ufficiale tedesco († 1964)
- 1896 - Gino Vanelli, baritono italiano († 1969)
- 1897 - Mario Fontana, militare e partigiano italiano († 1948)
- 1898 - Lucien Choury, pistard francese († 1987)
- 1898 - Leo Dannin, calciatore danese († 1971)
- 1898 - Conrad Engelhardt, ammiraglio tedesco († 1973)
- 1898 - Renzo Massarani, compositore italiano († 1975)
- 1898 - Paul Schmidt, ingegnere e inventore tedesco († 1976)
- 1898 - Bernhard Ultsch, aviatore tedesco
- 1899 - William Baines, compositore britannico († 1922)
- 1900 - Angela Maria Autsch, religiosa tedesca († 1944)
- 1900 - Erich Bauer, militare tedesco († 1980)
- 1900 - Giovanni Urbani, cardinale e patriarca cattolico italiano († 1969)

## XX secolo(969)
- 1901 - Carlo Campolmi, partigiano italiano († 1975)
- 1901 - Luigi Contu, politico, giurista e sindacalista italiano († 1969)
- 1901 - Miriam Teresa Demjanovich, religiosa statunitense († 1927)
- 1901 - Maurice Dorléac, attore francese († 1979)
- 1901 - Enrico Piceni, critico d'arte, critico teatrale e traduttore italiano († 1986)
- 1902 - Enrico Benetti, avvocato e politico italiano
- 1902 - Josef Hlouch, vescovo cattolico ceco († 1972)
- 1902 - Robert Morrison, canottiere britannico († 1980)
- 1903 - Otto Abetz, diplomatico e generale tedesco († 1958)
- 1903 - Ferdinand Brickwedde, fisico statunitense († 1989)
- 1903 - Sven Lindqvist, calciatore svedese († 1987)
- 1903 - Romeo Neri, velocista, ginnasta e allenatore di ginnastica artistica italiano († 1961)
- 1903 - Vito Simonetti, schermidore argentino
- 1903 - Willard Tibbetts, mezzofondista statunitense († 1992)
- 1904 - Joseph Campbell, saggista e storico delle religioni statunitense († 1987)
- 1904 - Emilio Fernández, regista, sceneggiatore e attore messicano († 1986)
- 1904 - Attilio Ferraris, calciatore italiano († 1947)
- 1904 - Leck Fischer, scrittore e sceneggiatore danese († 1956)
- 1904 - Sigmund Frogn, calciatore norvegese († 1990)
- 1904 - Hugon Hanke, politico polacco († 1964)
- 1904 - Corrado Mancioli, pittore e grafico italiano († 1958)
- 1904 - Xanti Schawinsky, designer, fotografo e pittore svizzero († 1979)
- 1904 - Xenofōn Zolōtas, economista greco († 2004)
- 1905 - William Cagney, produttore cinematografico e attore statunitense († 1988)
- 1905 - Calogero Cicero, carabiniere italiano († 1945)
- 1905 - André Cluytens, direttore d'orchestra belga († 1967)
- 1905 - Herta Ehlert, militare tedesca († 1997)
- 1905 - Viktor Frankl, neurologo, psichiatra e filosofo austriaco († 1997)
- 1905 - Erich Oberdorfer, botanico e biologo tedesco († 2002)
- 1905 - Štěpán Trochta, cardinale e vescovo cattolico ceco († 1974)
- 1906 - Olao Cerini, allenatore di calcio e calciatore italiano († 1964)
- 1906 - Rafael Méndez, trombettista messicano († 1981)
- 1906 - Boris Schwarz, violinista, musicologo e insegnante statunitense († 1983)
- 1907 - Leigh Harline, compositore statunitense († 1969)
- 1907 - Li Keran, pittore cinese († 1989)
- 1907 - Bruno Tognana, calciatore italiano († 1951)
- 1907 - Mahadevi Varma, poetessa, saggista e scrittrice indiana († 1987)
- 1907 - Viljo Vesterinen, fisarmonicista e compositore finlandese († 1961)
- 1908 - Adolfo Bolognini, calciatore e allenatore di calcio italiano
- 1908 - Rafael Kofman, compositore di scacchi sovietico († 1988)
- 1908 - Giuseppe Maretto, scultore e pittore italiano († 1984)
- 1908 - Michele Moretti, partigiano, sindacalista e calciatore italiano († 1995)
- 1908 - Vittorio Redaelli, calciatore italiano
- 1908 - Ákos Ráthonyi, regista e sceneggiatore ungherese († 1969)
- 1908 - Hilde Sperling, tennista tedesca († 1981)
- 1908 - Franz Stangl, militare austriaco († 1971)
- 1909 - Willi Allen, attore e musicista tedesco († 1969)
- 1909 - Ernst Andersson, allenatore di calcio e calciatore svedese († 1989)
- 1909 - Aquiles Baglietto, calciatore argentino
- 1909 - Paco Bienzobas, allenatore di calcio e calciatore spagnolo († 1981)
- 1909 - Héctor José Cámpora, politico argentino († 1980)
- 1909 - Germaine Cellier, francese († 1976)
- 1909 - Chips Rafferty, attore australiano († 1971)
- 1909 - Rudolf Troppert, sollevatore austriaco († 1999)
- 1910 - Alasgar Alakbarov, attore azero († 1963)
- 1910 - Giuseppe Barcella, calciatore italiano († 1966)
- 1910 - Alberto Conrad, nuotatore boliviano
- 1910 - Gustave Dubus, calciatore francese († 1991)
- 1911 - Egidio Ariosto, politico italiano († 1998)
- 1911 - Lennart Atterwall, giavellottista svedese († 2001)
- 1911 - John Langshaw Austin, filosofo e linguista inglese († 1960)
- 1911 - T. Hee, sceneggiatore e disegnatore statunitense († 1988)
- 1911 - Bernard Katz, biologo tedesco († 2003)
- 1911 - Romeu, calciatore brasiliano († 1971)
- 1911 - Cinzio Scagliotti, calciatore e allenatore di calcio italiano († 1985)
- 1911 - Tennessee Williams, drammaturgo, scrittore e sceneggiatore statunitense († 1983)
- 1912 - Mazzingo Donati, chirurgo e ematologo italiano († 1999)
- 1912 - Dante Gianello, ciclista su strada, dirigente sportivo e giornalista italiano († 1992)
- 1912 - Antonio Mistrorigo, vescovo cattolico italiano († 2012)
- 1913 - Paul Erdős, matematico ungherese († 1996)
- 1913 - Victor Majérus, calciatore lussemburghese († 1978)
- 1913 - Benito Ramos, schermidore messicano
- 1913 - Salme Rootare, scacchista estone († 1987)
- 1913 - Jacqueline Worms de Romilly, filologa classica e scrittrice francese († 2010)
- 1914 - Tomás Vaquero, vescovo cattolico brasiliano († 1992)
- 1914 - William Westmoreland, generale statunitense († 2005)
- 1915 - Lennart Strandberg, velocista svedese († 1989)
- 1916 - Christian Anfinsen, biochimico statunitense († 1995)
- 1916 - Dai Zijin, aviatore cinese († 2017)
- 1916 - Sterling Hayden, attore e scrittore statunitense († 1986)
- 1917 - John Cunnison Catford, linguista scozzese († 2009)
- 1917 - Roger Cnockaert, ciclista su strada belga († 1988)
- 1917 - Teresio Martinoli, aviatore italiano († 1944)
- 1917 - Mario Panagini, calciatore italiano
- 1917 - Emmanuel Thoma, ciclista su strada belga († 2002)
- 1917 - Rufus Thomas, cantante e disc jockey statunitense († 2001)
- 1918 - Eduardo Calvo, attore e doppiatore spagnolo († 1992)
- 1918 - Jean-Léon Destiné, ballerino haitiano († 2013)
- 1918 - Takashi Kasahara, calciatore giapponese
- 1918 - Paavo Myllylä, militare e aviatore finlandese († 1970)
- 1919 - Strother Martin, attore statunitense († 1980)
- 1919 - Giuseppe Mettica, calciatore italiano († 2003)
- 1920 - Pier Gildo Bianchi, patologo, poeta e conduttore televisivo italiano († 2006)
- 1920 - Luigi Cassano, calciatore italiano († 1948)
- 1920 - Sergio Livingstone, calciatore cileno († 2012)
- 1921 - Gabriel Braun, calciatore francese († 1983)
- 1921 - John Leonard Eriksson, micologo svedese († 1995)
- 1922 - Gaetano Di Marino, politico italiano († 2011)
- 1922 - Enrique Orizaola, allenatore di calcio e calciatore spagnolo († 2013)
- 1922 - Manuel Passos, calciatore portoghese († 1980)
- 1922 - Guido Stampacchia, matematico italiano († 1978)
- 1923 - Cesare Campart, politico italiano († 2015)
- 1923 - Romolo Catasta, canottiere italiano († 1985)
- 1923 - Taha El-Gamal, nuotatore e pallanuotista egiziano († 1956)
- 1923 - Bob Elliott, attore e comico statunitense († 2016)
- 1923 - Elizabeth Jane Howard, scrittrice britannica († 2014)
- 1923 - Jim Johnson, calciatore inglese († 1987)
- 1923 - Renzo Marignano, attore cinematografico italiano († 1987)
- 1923 - Pier Carlo Masini, politico, giornalista e storico italiano († 1998)
- 1923 - Renzo Suriani, operaio italiano († 1945)
- 1923 - István Timár-Geng, cestista ungherese († 1999)
- 1924 - Hans Kalt, canottiere svizzero († 2011)
- 1924 - Anton Kartak, allenatore di pallacanestro e dirigente sportivo tedesco († 2011)
- 1924 - Al Ramsay, dirigente sportivo australiano († 2021)
- 1924 - Antoine Tassy, allenatore di calcio e calciatore haitiano († 1991)
- 1925 - Pierre Boulez, compositore, direttore d'orchestra e saggista francese († 2016)
- 1925 - Bruno Canova, pittore, incisore e partigiano italiano († 2012)
- 1925 - Renato Coppola, medico e politico italiano († 2007)
- 1925 - Luciano Fineschi, musicista, compositore e arrangiatore italiano († 2006)
- 1925 - Lenko Grčić, allenatore di calcio e calciatore jugoslavo († 1999)
- 1925 - François Heywaert, schermidore belga
- 1925 - Charles Spencer King, ingegnere, progettista e manager britannico († 2010)
- 1925 - Walter Madoi, pittore e scultore italiano († 1976)
- 1925 - James Moody, sassofonista e flautista statunitense († 2010)
- 1925 - Paul Verschuren, vescovo cattolico olandese († 2000)
- 1925 - Michal Vičan, allenatore di calcio e calciatore slovacco († 1986)
- 1925 - John Baptist Wu Cheng-chung, cardinale e vescovo cattolico cinese († 2002)
- 1926 - Paolo Gozlino, ballerino, coreografo e attore italiano († 1992)
- 1926 - Nikolaj Ivanovič Moskalenko, attore e regista sovietico († 1974)
- 1926 - Magdalena Mouján, matematica e scrittrice argentina († 2005)
- 1926 - Carlo Sanna, politico italiano († 2016)
- 1926 - Aldo Tarlao, canottiere italiano († 2018)
- 1927 - Harold Chapman, fotografo britannico († 2022)
- 1927 - Jürgen Goslar, attore, regista e sceneggiatore tedesco († 2021)
- 1927 - Hana Kopáčková, cestista cecoslovacca († 2020)
- 1927 - Stefan Zubrzycki, matematico polacco († 1968)
- 1927 - Sara Zyskind, scrittrice e superstite dell'Olocausto polacca († 1995)
- 1928 - John Edwards, medico e biologo inglese († 2007)
- 1928 - Paolo Finardi, partigiano italiano († 2014)
- 1928 - Gianpaolo Mora, avvocato e politico italiano († 2016)
- 1928 - Giancarlo Stiz, magistrato italiano († 2015)
- 1928 - Bobby Thomason, giocatore di football americano statunitense († 2013)
- 1928 - Arturo Vermi, artista italiano († 1988)
- 1929 - Charles Dumont, cantante e compositore francese († 2024)
- 1929 - Stelvio Massi, regista, direttore della fotografia e sceneggiatore italiano († 2004)
- 1929 - Natalino Pescarolo, vescovo cattolico italiano († 2015)
- 1929 - Edward Sorel, designer, illustratore e animatore statunitense
- 1930 - Tony Barlocco, attore teatrale italiano († 1986)
- 1930 - Alfeo Bertin, traduttore, critico letterario e poeta italiano († 1972)
- 1930 - John Earl Coleman, insegnante statunitense († 2012)
- 1930 - Gregory Corso, poeta statunitense († 2001)
- 1930 - Sandra Day O'Connor, magistrata, giurista e politica statunitense († 2023)
- 1930 - Sigge Parling, calciatore svedese († 2016)
- 1930 - Hans Schepers, pallanuotista, allenatore di pallanuoto e nuotatore tedesco († 2012)
- 1930 - Alberto Servidio, politico italiano († 2017)
- 1930 - Alberto Simonetta, medico, zoologo e paleontologo italiano († 2021)
- 1930 - Lolita Torres, attrice argentina († 2002)
- 1931 - Arthur Komar, fisico e docente statunitense († 2011)
- 1931 - Nicolao Merker, filosofo, germanista e saggista italiano († 2016)
- 1931 - Leonard Nimoy, attore, regista e sceneggiatore statunitense († 2015)
- 1932 - Luke Askew, attore statunitense († 2012)
- 1932 - Al Bianchi, cestista, allenatore di pallacanestro e dirigente sportivo statunitense († 2019)
- 1932 - Giorgio Morales, politico italiano († 2020)
- 1932 - Nicola Vernola, avvocato e politico italiano († 2000)
- 1932 - Stefan Wigger, attore tedesco († 2013)
- 1933 - Tinto Brass, regista, sceneggiatore e montatore italiano
- 1933 - Mauro Chessa, pittore italiano († 2022)
- 1933 - Gianni Molinari, ex calciatore italiano
- 1933 - John Roach, giocatore di football americano statunitense († 2021)
- 1934 - Dida, calciatore brasiliano († 2002)
- 1934 - Alan Arkin, attore e regista statunitense († 2023)
- 1934 - Ugo Baduel, scrittore, saggista e giornalista italiano († 1989)
- 1934 - Gino Cappelletti, giocatore di football americano statunitense († 2022)
- 1934 - Anzor Kiknadze, judoka sovietico († 1977)
- 1934 - Akemi Negishi, attrice giapponese († 2008)
- 1934 - Norman Reynolds, scenografo e regista britannico († 2023)
- 1935 - Mahmūd Abbās, politico palestinese
- 1935 - Paolo Bruno, politico italiano
- 1935 - Giuliana De Carli, truccatrice italiana
- 1935 - Paolo Giuranna, regista teatrale, attore e scrittore italiano († 2020)
- 1935 - John Graysmark, scenografo statunitense († 2010)
- 1935 - Jiří Kormaník, lottatore cecoslovacco († 2017)
- 1935 - Stig Pettersson, ex altista svedese
- 1935 - Yolanda Sonnabend, costumista, scenografa e pittrice britannica († 2015)
- 1935 - Manuel Summers, regista e sceneggiatore spagnolo († 1993)
- 1936 - Luz María Aguilar, attrice messicana
- 1936 - John Anderson, ex mezzofondista britannico
- 1936 - Felice Cece, arcivescovo cattolico italiano († 2020)
- 1936 - Ignacio Chavira, cestista messicano († 1994)
- 1936 - Robert Drews, storico statunitense
- 1936 - Éder Jofre, pugile brasiliano († 2022)
- 1936 - Pierre Kerkhoffs, calciatore olandese († 2021)
- 1937 - J. Scott Armstrong, economista e statistico statunitense († 2023)
- 1937 - Albert Brülls, calciatore e allenatore di calcio tedesco († 2004)
- 1937 - Stefano Ceratti, politico italiano († 1992)
- 1937 - Maria Teresa Coppo Gavazzi, politica italiana
- 1937 - Wayne Embry, ex cestista e dirigente sportivo statunitense
- 1937 - Barbara Jones, ex velocista statunitense
- 1937 - Jurij Korneev, cestista sovietico († 2002)
- 1937 - Attilio Lentati, dirigente d'azienda italiano († 2020)
- 1937 - Adrian Lyttelton, storico inglese
- 1937 - Ahmed Qurei, politico palestinese († 2023)
- 1937 - Giorgio Trestini, attore italiano
- 1937 - Misa Uehara, attrice giapponese († 2003)
- 1938 - Anthony James Leggett, fisico inglese
- 1938 - Manuel Sanchís Martínez, calciatore spagnolo († 2017)
- 1938 - Jorrit Tornquist, artista austriaco († 2023)
- 1938 - Antonio Trebiciani, allenatore di calcio italiano
- 1938 - Giusi Verbaro, poetessa e critica letteraria italiana († 2015)
- 1939 - Tommaso Accardo, attore e personaggio televisivo italiano († 2023)
- 1939 - Elmar Frings, pentatleta tedesco († 2002)
- 1939 - Giovanni Graber, slittinista italiano († 2024)
- 1939 - Patrick Lane, poeta canadese († 2019)
- 1939 - Hannes Neumann, cestista e allenatore di pallacanestro tedesco († 2018)
- 1939 - Irena Twardosz, cestista polacca († 2005)
- 1939 - Giusy Valeri, attrice italiana
- 1940 - James Caan, attore statunitense († 2022)
- 1940 - Hiroyuki Ebihara, pugile giapponese († 1991)
- 1940 - Alberto Ficuciello, generale italiano († 2016)
- 1940 - Valentin Ivakin, calciatore sovietico († 2010)
- 1940 - Nancy Pelosi, politica statunitense
- 1941 - Enrico Barisone, militare italiano († 2014)
- 1941 - Vladimir Belinskij, fisico russo
- 1941 - Richard Dawkins, etologo, biologo e divulgatore scientifico britannico
- 1941 - Lella Lombardi, pilota automobilistica italiana († 1992)
- 1941 - José Edison Mandarino, ex tennista brasiliano
- 1941 - Anđelo Milevoj, ex calciatore croato
- 1941 - Wojciech Młynarski, poeta, regista e compositore polacco († 2017)
- 1941 - Gianni Picchi, attore teatrale e conduttore televisivo italiano († 2015)
- 1941 - Senja Pusula, ex fondista finlandese
- 1942 - Ronald Bass, scrittore, sceneggiatore e produttore cinematografico statunitense
- 1942 - Erica Jong, scrittrice, saggista e poetessa statunitense
- 1942 - Vlatko Kovačević, scacchista croato
- 1942 - François Léotard, politico francese († 2023)
- 1942 - Fathallah Oualalou, politico marocchino
- 1942 - Jakob Tischhauser, ex sciatore alpino svizzero
- 1943 - Mary Agnes Donoghue, sceneggiatrice, regista e produttrice cinematografica statunitense
- 1943 - Sergio Leonardi, cantante e attore italiano
- 1943 - Paolo Maurensig, scrittore italiano († 2021)
- 1943 - Giusi Merli, attrice italiana
- 1943 - Carlos Ruiter, ex calciatore brasiliano
- 1943 - Bob Woodward, giornalista e saggista statunitense
- 1943 - Guillermo Yávar, ex calciatore cileno
- 1944 - Francisco Domingo Barbosa Da Silveira, vescovo cattolico uruguaiano († 2015)
- 1944 - Rocco Barocco, stilista italiano
- 1944 - Vlasta Kodešová, ex tennista cecoslovacca
- 1944 - Janusz Kowalik, allenatore di calcio e ex calciatore polacco
- 1944 - Igor Mitoraj, scultore e pittore polacco († 2014)
- 1944 - Piermaria Oddone, fisico peruviano
- 1944 - Maria Gabriella Pasqualini, storica italiana
- 1944 - Diana Ross, cantante, produttrice discografica e attrice statunitense
- 1944 - Franco Tozzi, cantante italiano († 2024)
- 1945 - Paul Bérenger, politico mauriziano
- 1945 - Rodolfo Hernández, imprenditore e politico colombiano († 2024)
- 1945 - Eugenio Lazzarini, pilota motociclistico italiano
- 1945 - Kevin O'Neal, attore statunitense († 2023)
- 1945 - Enrico Paolini, ciclista su strada e dirigente sportivo italiano († 2025)
- 1945 - Adriano Pappalardo, cantautore e attore italiano
- 1945 - Michail Voronin, ginnasta sovietico († 2004)
- 1946 - Judith Baldwin, attrice statunitense
- 1946 - Johnny Crawford, attore, cantante e musicista statunitense († 2021)
- 1946 - Jean-Pierre Denis, regista e sceneggiatore francese
- 1946 - Sergio Girardi, ex calciatore italiano
- 1946 - William Onyeabor, musicista e cantante nigeriano († 2017)
- 1946 - Erasmo Salemme, allenatore di pallavolo e ex pallavolista italiano
- 1946 - Simeon Simeonov, calciatore bulgaro († 2000)
- 1946 - Jack Thompson, ex cestista statunitense
- 1946 - Ljudmila Titova, ex pattinatrice di velocità su ghiaccio sovietica
- 1946 - Jacques Vriens, scrittore olandese
- 1946 - Ravi Zacharias, teologo, saggista e pastore protestante canadese († 2020)
- 1947 - Harold Bornstein, medico statunitense († 2021)
- 1947 - Jon DeVries, attore statunitense
- 1947 - Miroslava Hajek, storica dell'arte ceca
- 1947 - Richard Gerard Lennon, vescovo cattolico statunitense († 2019)
- 1947 - Hichem Rostom, attore tunisino († 2022)
- 1947 - Cosimo Sgobio, politico italiano
- 1948 - Kyung-wha Chung, violinista sudcoreana
- 1948 - Guillermo González Calderoni, poliziotto messicano († 2003)
- 1948 - Jurij Hromak, nuotatore sovietico († 1998)
- 1948 - Petr Novický, ex cestista cecoslovacco
- 1948 - Gabriele Piampiani, ex calciatore italiano
- 1948 - Claudio Scott, cantautore belga
- 1948 - Richard Tandy, musicista, tastierista e bassista britannico († 2024)
- 1948 - Steven Tyler, cantante statunitense
- 1949 - Francisco Javier Aguilar, calciatore spagnolo († 2020)
- 1949 - Aldo Bet, calciatore e allenatore di calcio italiano († 2023)
- 1949 - Carlo Bresciani, vescovo cattolico italiano
- 1949 - Angelo Davì, giurista italiano
- 1949 - Jon English, cantautore e attore australiano († 2016)
- 1949 - Álvaro Guerrero, attore messicano
- 1949 - Helene Hayman, politica britannica
- 1949 - Vicki Lawrence, cantante e attrice statunitense
- 1949 - Tiziano Panozzo, ex calciatore italiano
- 1949 - Margherita di Romania, principessa rumena
- 1949 - Giuseppe Sabadini, ex calciatore e allenatore di calcio italiano
- 1949 - Fran Sheehan, bassista statunitense
- 1949 - Giancarlo Sitra, politico e dirigente d'azienda italiano († 2020)
- 1949 - Patrick Süskind, scrittore, sceneggiatore e drammaturgo tedesco
- 1949 - Ricky Tamaca, cantautore italiano († 2008)
- 1949 - Enrico Vanzina, sceneggiatore, produttore cinematografico e scrittore italiano
- 1950 - Teddy Pendergrass, cantante, paroliere e compositore statunitense († 2010)
- 1950 - Elisabetta Di Prisco, politica italiana
- 1950 - K. W. Jeter, autore di fantascienza statunitense
- 1950 - Joëlle Mélin, medico e politica francese
- 1950 - Sam Palatnik, scacchista ucraino
- 1950 - Emiko Shiratori, cantautrice giapponese
- 1950 - Martin Short, attore, sceneggiatore e produttore televisivo canadese
- 1950 - Alan Silvestri, compositore e direttore d'orchestra statunitense
- 1950 - Ambrogio Spreafico, vescovo cattolico italiano
- 1951 - Brian Bolland, fumettista, disegnatore e scrittore britannico
- 1951 - Greg Brough, nuotatore australiano († 2014)
- 1951 - Rosanna Fratello, cantante italiana
- 1951 - Duino Gorin, ex calciatore italiano
- 1951 - Kim Ho-kon, allenatore di calcio e ex calciatore sudcoreano
- 1951 - Birger Andersson, ex tennista svedese
- 1951 - Željko Pavličević, allenatore di pallacanestro e ex cestista croato
- 1951 - Jutta Höhne, ex schermitrice tedesca
- 1951 - Marco Predolin, conduttore televisivo e conduttore radiofonico italiano
- 1951 - Costică Ștefănescu, allenatore di calcio e calciatore romeno († 2013)
- 1951 - Carl Wieman, fisico statunitense
- 1952 - Yoshitaka Amano, illustratore e character designer giapponese
- 1952 - David Amess, politico britannico († 2021)
- 1952 - Margherita Giacobino, scrittrice, giornalista e traduttrice italiana
- 1952 - R. Walter Moberly, presbitero e teologo britannico
- 1952 - Giorgio Morettuzzo, ex cestista italiano
- 1952 - Roberto Nicco, storico e politico italiano
- 1952 - Willington Ortiz, ex calciatore colombiano
- 1952 - Didier Pironi, pilota automobilistico francese († 1987)
- 1952 - Gary Ruvkun, biologo statunitense
- 1952 - Lynn Vidali, ex nuotatrice statunitense
- 1952 - Mut'ib bin 'Abd Allah Al Sa'ud, generale saudita
- 1953 - Lincoln Chafee, politico statunitense
- 1953 - Elaine Chao, politica statunitense
- 1953 - Michele Ferrari, medico italiano
- 1953 - Nedelčo Kolev, ex sollevatore bulgaro
- 1953 - Charīs Papageōrgiou, ex cestista greco
- 1953 - Jim Porto, cantante, compositore e pianista brasiliano
- 1953 - Tat'jana Providochina, ex mezzofondista sovietica
- 1954 - Kazuhiko Inoue, attore e doppiatore giapponese
- 1954 - Clive Palmer, imprenditore e politico australiano
- 1954 - Antonio Papalia, mafioso italiano
- 1954 - Carmelo Porcu, politico italiano
- 1954 - Giuseppe Scalera, politico italiano
- 1954 - Katharine Jefferts Schori, vescova anglicana statunitense
- 1954 - Curtis Sliwa, attivista e conduttore radiofonico statunitense
- 1954 - Jutta Speidel, attrice, scrittrice e doppiatrice tedesca
- 1955 - Fabio Calenda, giornalista e scrittore italiano
- 1955 - Sergio Di Pinto, attore italiano
- 1955 - Mamadou Diop, ex cestista senegalese
- 1955 - Andy Hoepelman, ex pallanuotista olandese
- 1955 - Ellen Hopkins, scrittrice statunitense
- 1955 - Calogero Marino, vescovo cattolico italiano
- 1955 - Ann Meyers, ex cestista, dirigente sportivo e giornalista statunitense
- 1955 - Maurizio Moscatelli, allenatore di calcio e ex calciatore italiano
- 1955 - Mitsy Stoks, ex cestista belga
- 1955 - Myron Wilkins, cestista statunitense († 2005)
- 1956 - John Bachtell, politico, sindacalista e attivista statunitense
- 1956 - Dave Batton, ex cestista statunitense
- 1956 - Gary Hudson, attore canadese
- 1956 - Milan Jelić, economista, politico e dirigente sportivo bosniaco († 2007)
- 1956 - Ivica Kalinić, allenatore di calcio e ex calciatore croato
- 1956 - Tetjana Kočerhina, ex pallamanista sovietica
- 1956 - Terry Ronald LaValley, vescovo cattolico statunitense
- 1956 - Alain Lorieux, ex rugbista a 15 francese
- 1956 - Charly McClain, cantante statunitense
- 1956 - Park Won-soon, politico sudcoreano († 2020)
- 1956 - Daniela Viberti, ex sciatrice alpina italiana
- 1956 - Filiberto Zaratti, politico italiano
- 1957 - Mariana Bădinici, ex cestista rumena
- 1957 - Enrico Gherghetta, politico italiano
- 1957 - Veit Heinichen, scrittore tedesco
- 1957 - Richard Leech, tenore statunitense
- 1957 - Paul Morley, giornalista, conduttore televisivo e scrittore britannico
- 1957 - Shirin Neshat, regista, fotografa e artista iraniana
- 1957 - Irina Margareta Nistor, doppiatrice e autrice televisiva romena
- 1957 - Patrick Warren, compositore, arrangiatore e produttore discografico statunitense
- 1958 - Elio De Angelis, pilota automobilistico italiano († 1986)
- 1958 - Giovanni Bilardi, politico italiano
- 1958 - Alar Karis, politico e botanico estone
- 1958 - Nick Knox, batterista statunitense († 2018)
- 1958 - Wayne McKoy, ex cestista statunitense
- 1958 - Oöphoi, musicista italiano († 2013)
- 1959 - Marshall Burke, ex calciatore scozzese
- 1959 - Efigenio Favier, ex schermidore cubano
- 1959 - Jozef Lieckens, ex ciclista su strada belga
- 1959 - Rodolphe Modin, ex rugbista a 15 e imprenditore francese
- 1959 - Miller Puckette, manager, musicista e docente statunitense
- 1959 - Chris Whitten, batterista e arrangiatore britannico
- 1960 - Marcus Allen, ex giocatore di football americano statunitense
- 1960 - Emanuela Arabito, giornalista italiana
- 1960 - Mike Evans, ex pallanuotista statunitense
- 1960 - Jennifer Grey, attrice statunitense
- 1960 - Jon Huntsman, politico e diplomatico statunitense
- 1960 - Damir Keretić, ex tennista tedesco
- 1960 - Petr Malkov, allenatore di hockey su ghiaccio e ex hockeista su ghiaccio sovietico
- 1960 - Stefano Palatchi, basso spagnolo
- 1960 - Allan Peiper, dirigente sportivo e ex ciclista su strada australiano
- 1960 - Axel Prahl, attore tedesco
- 1960 - Graeme Rutjes, dirigente sportivo e ex calciatore olandese
- 1960 - Sándor Sallai, ex calciatore ungherese
- 1961 - Niels Arden Oplev, regista, sceneggiatore e produttore televisivo danese
- 1961 - Joe Binion, ex cestista statunitense
- 1961 - Leigh Bowery, artista australiano († 1995)
- 1961 - Pascal Caucheteux, produttore cinematografico e imprenditore francese
- 1961 - Amir Ali Hajizadeh, generale iraniano († 2025)
- 1961 - Denis Innocentin, cestista italiano († 1991)
- 1961 - William Hague, politico britannico
- 1961 - Didi Leoni, giornalista, conduttrice televisiva e produttrice cinematografica italiana
- 1961 - Luca Mangoni, artista italiano
- 1961 - Nicola Pellicani, giornalista e politico italiano
- 1961 - Gerhard Pfaffenbichler, ex sciatore alpino austriaco
- 1961 - Billy Warlock, attore statunitense
- 1962 - Chris Bailey, animatore e regista statunitense
- 1962 - José Ramón Bermell, ex calciatore spagnolo
- 1962 - Uwe Blab, ex cestista tedesco
- 1962 - Paul Chamberlin, ex tennista statunitense
- 1962 - Jockel Finck, fotografo e fotoreporter tedesco († 2006)
- 1962 - Keith Diamond, attore e doppiatore statunitense
- 1962 - Livio Frittella, giornalista e scrittore italiano
- 1962 - Călin Georgescu, diplomatico e politico rumeno
- 1962 - Jurij Pavlovič Gidzenko, cosmonauta russo
- 1962 - Falko Götz, allenatore di calcio e ex calciatore tedesco
- 1962 - Piero Italiani, ex tuffatore italiano
- 1962 - Susana Herrera, sciatrice alpina spagnola († 2019)
- 1962 - Eric Allan Kramer, attore statunitense
- 1962 - Andrej Lavrov, ex pallamanista russo
- 1962 - Paul de Leeuw, comico, cantante e attore olandese
- 1962 - Federico López, cestista portoricano († 2006)
- 1962 - Luis María López Rekarte, ex calciatore spagnolo
- 1962 - Rajeev Motwani, docente indiano († 2009)
- 1962 - Sarah Mullally, vescovo anglicano britannica
- 1962 - Staffan Olsson, allenatore di pallamano e ex pallamanista svedese
- 1962 - Jeff Plate, batterista statunitense
- 1962 - John Stockton, ex cestista e allenatore di pallacanestro statunitense
- 1962 - King Kong, cantautore giamaicano
- 1962 - Augusto Vargas Cortés, ex calciatore colombiano
- 1962 - Brad Wright, ex cestista e allenatore di pallacanestro statunitense
- 1963 - Jesús Blanco Villar, ex ciclista su strada spagnolo
- 1963 - Barbara Boncompagni, cantante e autrice televisiva italiana
- 1963 - Roberto Calovi, ex pistard e ciclista su strada italiano
- 1963 - Fabio Calvi, regista italiano
- 1963 - Paolo Canevari, artista italiano
- 1963 - Reason Dawa, ex giocatore di calcio a 5 zimbabwese
- 1963 - Irène Frachon, medico francese
- 1963 - Hans Leijtens, generale e funzionario olandese
- 1963 - Reiko Shimizu, fumettista giapponese
- 1963 - Nina Soldano, attrice italiana
- 1963 - Roch Voisine, cantautore, chitarrista e armonicista canadese
- 1963 - Manuel Wirzt, attore, cantante e regista teatrale argentino
- 1964 - Todd Barry, comico, attore e doppiatore statunitense
- 1964 - Andrea Cascioli, fumettista italiano
- 1964 - Fabio Di Lorenzo, vigile del fuoco italiano († 2001)
- 1964 - Martin Donnelly, ex pilota automobilistico britannico
- 1964 - Dan-Ola Eckerman, calciatore finlandese († 1994)
- 1964 - Franz Gatscher, fondista, judoka e atleta italiano
- 1964 - Cynthia MacGregor, tennista statunitense († 1996)
- 1964 - Piergiorgio Morosini, avvocato e magistrato italiano
- 1964 - Ilija Najdoski, ex calciatore macedone
- 1964 - Ulf Samuelsson, allenatore di hockey su ghiaccio e ex hockeista su ghiaccio svedese
- 1965 - Trey Azagthoth, chitarrista statunitense
- 1965 - Pat McFadden, politico britannico
- 1965 - Frank Calì, mafioso statunitense († 2019)
- 1965 - Alejandro Diz, allenatore di pallavolo e ex pallavolista argentino
- 1965 - José Manuel Garita Herrera, vescovo cattolico costaricano
- 1965 - Jonathan Glazer, regista e sceneggiatore britannico
- 1965 - Valéria Monteiro, giornalista, conduttrice televisiva e politica brasiliana
- 1965 - Violeta Szekely, ex mezzofondista rumena
- 1966 - Stéphane Bouthiaux, biatleta francese
- 1966 - Michael Imperioli, attore e sceneggiatore statunitense
- 1966 - Helena Javornik, mezzofondista e maratoneta slovena
- 1966 - Ellie Mamahara, fumettista giapponese
- 1966 - Zsolt Marton, vescovo cattolico ungherese
- 1966 - Guido Meda, giornalista, conduttore televisivo e telecronista sportivo italiano
- 1966 - Benny Nielsen, ex nuotatore danese
- 1966 - Esteban Pérez Spatazza, ex cestista argentino
- 1966 - Martin Petrásek, ex fondista ceco
- 1966 - Gabriele Rossi, ex arbitro di calcio e allenatore di calcio sammarinese
- 1966 - Nick Wirth, ingegnere britannico
- 1967 - Jason Chaffetz, politico statunitense
- 1967 - Jeff Chang, cantante taiwanese
- 1967 - Radomír Chýlek, ex calciatore ceco
- 1967 - Alberto Coyote, ex calciatore messicano
- 1967 - Alexandra Gonin, attrice, ballerina e insegnante francese
- 1967 - Carmelo Paternicò, arbitro di pallacanestro italiano
- 1967 - Peter Schöttel, allenatore di calcio e ex calciatore austriaco
- 1967 - Massimo Venier, regista, sceneggiatore e autore televisivo italiano
- 1968 - Kirsten Barnes, ex canottiera canadese
- 1968 - Laurent Brochard, ex ciclista su strada francese
- 1968 - Kenny Chesney, cantautore statunitense
- 1968 - Alessio Galletti, ciclista su strada italiano († 2005)
- 1968 - James Iha, chitarrista statunitense
- 1968 - Patrick Kühl, ex nuotatore tedesco
- 1968 - Federico Poggipollini, chitarrista e cantautore italiano
- 1968 - Chris Ward, scacchista britannico
- 1969 - Almir de Souza Fraga, ex calciatore brasiliano
- 1969 - Jason Lytle, cantautore e produttore discografico statunitense
- 1969 - Alessandro Moscardi, ex rugbista a 15, dirigente sportivo e architetto italiano
- 1969 - Riccardo Onori, chitarrista, compositore e produttore discografico italiano
- 1969 - Didier Otokoré, ex calciatore ivoriano
- 1969 - Gina Tolleson, modella e editrice statunitense
- 1970 - Paul Bosvelt, ex calciatore olandese
- 1970 - Luis Chavarría, ex calciatore cileno
- 1970 - Alberto David, scacchista italiano
- 1970 - François Legrand, arrampicatore francese
- 1970 - Marie Lindgren, ex sciatrice freestyle svedese
- 1970 - Martin McDonagh, commediografo, sceneggiatore e regista britannico
- 1970 - Justin Meldal-Johnsen, bassista e produttore discografico statunitense
- 1970 - Yasser Rayan, ex calciatore egiziano
- 1970 - Abdel Sattar Sabry, ex calciatore egiziano
- 1970 - Araceli Segarra, alpinista, attrice e fisioterapista spagnola
- 1970 - Stéphanie Vivenot, ex cestista francese
- 1970 - Yang Kyung-il, fumettista sudcoreano
- 1971 - Moyoco Anno, fumettista e giornalista giapponese
- 1971 - Choi Jin-cheul, allenatore di calcio e ex calciatore sudcoreano
- 1971 - Liviu Ciobotariu, allenatore di calcio e ex calciatore rumeno
- 1971 - Kim Graham, ex velocista statunitense
- 1971 - Francis Lawrence, regista statunitense
- 1971 - Erick Morillo, disc jockey e produttore discografico statunitense († 2020)
- 1971 - Rogério Klafke, ex cestista brasiliano
- 1971 - Christian Samba, ex calciatore della Repubblica del Congo
- 1971 - Rennae Stubbs, allenatrice di tennis e ex tennista australiana
- 1971 - David Leon Toups, vescovo cattolico statunitense
- 1971 - Paul Williams, allenatore di calcio e ex calciatore inglese
- 1971 - Anne Zenoni, ex calciatrice francese
- 1972 - Fabio Bellotti, ex calciatore italiano
- 1972 - Deborah Carta, ex cestista italiana
- 1972 - Arkadij Dvorkovič, politico e economista russo
- 1972 - Allan Innecken, ex giocatore di calcio a 5 costaricano
- 1972 - Willem Jackson, allenatore di calcio e ex calciatore sudafricano
- 1972 - Naoko Kijimuta, ex tennista giapponese
- 1972 - Leslie Mann, attrice statunitense
- 1972 - Pietro Rinaldi, ex pallavolista italiano
- 1973 - Matt Burke, ex rugbista a 15 e allenatore di rugby a 15 australiano
- 1973 - Sébastien Charpentier, pilota motociclistico francese
- 1973 - Alberto Desiderio, ex giavellottista italiano
- 1973 - Dejan Jovanovski, ex cestista macedone
- 1973 - Ivica Jurković, ex cestista sloveno
- 1973 - T. R. Knight, attore statunitense
- 1973 - Ivica Kralj, ex calciatore montenegrino
- 1973 - Larry Page, imprenditore statunitense
- 1973 - Cristina Sivieri Tagliabue, giornalista e scrittrice italiana
- 1973 - Worachai Surinsirirat, allenatore di calcio e ex calciatore thailandese
- 1974 - Bruno Carvalho, ex calciatore brasiliano
- 1974 - Tiziana De Martin Tropanin, ex sciatrice alpina italiana
- 1974 - Diego Drajer, schermidore argentino
- 1974 - Sonia Fregolent, politica italiana
- 1974 - Federico Gobbo, linguista, filosofo e informatico italiano
- 1974 - Eimey Gómez, schermitrice cubana
- 1974 - Kumiko Gotō, attrice giapponese
- 1974 - Önder Karaveli, allenatore di calcio, dirigente sportivo e ex calciatore turco
- 1974 - Laurel Lee, politica statunitense
- 1974 - Natasha Leggero, comica, personaggio televisivo e attrice statunitense
- 1974 - Rafael Mayoral, politico, avvocato e attivista spagnolo
- 1974 - Odvan, ex calciatore brasiliano
- 1974 - Michael Peca, ex hockeista su ghiaccio canadese
- 1974 - Renata Piestrzyńska, ex cestista polacca
- 1974 - Javier Rodríguez Nebreda, allenatore di calcio a 5 e ex giocatore di calcio a 5 spagnolo
- 1974 - Irina Spîrlea, ex tennista romena
- 1974 - Marek Ujlaky, ex calciatore slovacco
- 1974 - Taribo West, ex calciatore nigeriano
- 1974 - Nicola Zanini, ex calciatore italiano
- 1975 - Roberto Bolle, ballerino italiano
- 1975 - Gordon Bulloch, rugbista a 15 britannico
- 1975 - Francesco Campolattano, ex calciatore italiano
- 1975 - Juvenile, rapper e attore statunitense
- 1975 - Evangelia Moraitidou, pallanuotista greca
- 1975 - Freya Van den Bossche, politica belga
- 1976 - Bo Andersen, allenatore di calcio e ex calciatore danese
- 1976 - Marco Archetti, scrittore italiano
- 1976 - Jeff Durand, ex sciatore alpino canadese
- 1976 - Lino Galea, ex calciatore maltese
- 1976 - Isabel Haamel, schermitrice tedesca
- 1976 - Eirik Verås Larsen, canoista norvegese
- 1976 - Alberto Morais, regista e sceneggiatore spagnolo
- 1976 - Maddalena Musumeci, ex pallanuotista italiana
- 1976 - Nina Palmieri, giornalista, conduttrice televisiva e autrice televisiva italiana
- 1976 - Ahmed Plummer, giocatore di football americano statunitense
- 1976 - Amy Smart, attrice e ex modella statunitense
- 1976 - Óscar Sonejee, ex calciatore andorrano
- 1976 - Christian Timpone, ex hockeista su ghiaccio italiano
- 1976 - Alex Varas, ex calciatore cileno
- 1976 - Russell Vought, politico statunitense
- 1976 - Mitsutoshi Watada, ex calciatore giapponese
- 1976 - Nurgül Yeşilçay, attrice turca
- 1977 - Fernando Bryant, ex giocatore di football americano statunitense
- 1977 - Jesús Capitán, allenatore di calcio e ex calciatore spagnolo
- 1977 - Kevin Davies, ex calciatore inglese
- 1977 - Morgan De Sanctis, dirigente sportivo e ex calciatore italiano
- 1977 - Pier Gonella, chitarrista, compositore e produttore discografico italiano
- 1977 - Sylvain Grenier, ex wrestler canadese
- 1977 - Bianca Kajlich, attrice statunitense
- 1977 - Seth Lakeman, musicista, cantante e compositore britannico
- 1977 - Iván Ruiz, pallavolista cubano
- 1977 - Paulin Tokala Kombe, ex calciatore della Repubblica Democratica del Congo
- 1977 - Giorgio Viscione, pilota motonautico italiano
- 1978 - Debbie Dunn, velocista statunitense
- 1978 - Jaheim, cantante statunitense
- 1978 - Mike King, ex cestista statunitense
- 1978 - Anastasia Kōstakī, ex cestista greca
- 1978 - Andry Laffita, pugile cubano
- 1978 - Cédric Mouret, ex calciatore francese
- 1978 - Matteo Pelli, manager, conduttore televisivo e scrittore svizzero
- 1978 - Guillermo Ramírez, ex calciatore guatemalteco
- 1978 - Azzurra Rinaldi, economista italiana
- 1978 - Sandra Romain, ex attrice pornografica rumena
- 1978 - Letizia Scifoni, doppiatrice italiana
- 1979 - A. Igoni Barrett, scrittore nigeriano
- 1979 - Csaba Bernáth, ex calciatore ungherese
- 1979 - Ben Blair, rugbista a 15 neozelandese
- 1979 - Daniel Boys, attore inglese
- 1979 - Nicolae Bănicioiu, politico rumeno
- 1979 - Roisin Conaty, attrice e comica britannica
- 1979 - Roberto Garza, ex giocatore di football americano statunitense
- 1979 - Alicia Lagano, attrice statunitense
- 1979 - Rui Mota, allenatore di calcio e dirigente sportivo portoghese
- 1979 - Nacho Novo, ex calciatore spagnolo
- 1979 - Juliana Paes, attrice, conduttrice televisiva e ex modella brasiliana
- 1979 - Sergio Pagni, arciere italiano
- 1979 - Niklas Persson, ex hockeista su ghiaccio svedese
- 1979 - Gabriel Pozzo, pilota di rally argentino
- 1979 - Laila Traby, mezzofondista francese
- 1979 - Hiromi Uehara, pianista giapponese
- 1979 - Pierre Womé, ex calciatore camerunese
- 1979 - Abderraouf Zarabi, ex calciatore algerino
- 1980 - Marianne Andersen, orientista norvegese
- 1980 - Daniel Bogdanović, ex calciatore maltese
- 1980 - Michael Bree, ex cestista irlandese
- 1980 - Margaret Brennan, giornalista statunitense
- 1980 - Roberto García, pugile messicano
- 1980 - Eva-Maria Grein von Friedl, attrice tedesca
- 1980 - Pascal Hens, ex pallamanista tedesco
- 1980 - Pati Yang, cantante e musicista polacca
- 1980 - Doug Janik, allenatore di hockey su ghiaccio e ex hockeista su ghiaccio statunitense
- 1980 - Elton Nesbitt, ex cestista statunitense
- 1980 - Lisa Oldenhof, canoista australiana
- 1980 - Sérgio Paulinho, ex ciclista su strada portoghese
- 1980 - Ali Rial, ex calciatore algerino
- 1980 - Laurence Thoms, ex sciatore alpino figiano
- 1980 - Richie Wellens, allenatore di calcio e ex calciatore inglese
- 1980 - Stefan Zisser, dirigente sportivo e ex hockeista su ghiaccio italiano
- 1981 - Laura Bordignon, discobola italiana
- 1981 - Trine Bramsen, politica danese
- 1981 - Irene Cacciapuoti, ex cestista argentina
- 1981 - Baruch Dego, ex calciatore etiope
- 1981 - Massimo Donati, allenatore di calcio e ex calciatore italiano
- 1981 - Ángel Gastón Díaz, ex calciatore argentino
- 1981 - Luke Ford, attore australiano
- 1981 - Matt Hill, ex calciatore inglese
- 1981 - Floriana Lima, attrice statunitense
- 1981 - Pablo Lima, ex calciatore uruguaiano
- 1981 - Federico Martorell, ex calciatore argentino
- 1981 - Anaïs Mitchell, cantautrice e chitarrista statunitense
- 1981 - Devon Mitchell, ex calciatore trinidadiano
- 1981 - Modibo Niakaté, ex cestista francese
- 1981 - Tomislav Pelin, ex calciatore croato
- 1981 - Jay Sean, cantante e produttore discografico britannico
- 1981 - Ai Shimizu, doppiatrice giapponese
- 1981 - Zayar Thaw, musicista e politico birmano († 2022)
- 1981 - Danis Zaripov, hockeista su ghiaccio russo
- 1981 - Marcin Zawada, schermidore polacco
- 1982 - Joe Anderson, attore britannico
- 1982 - Mikel Arteta, allenatore di calcio e ex calciatore spagnolo
- 1982 - Kai Bardal, allenatore di calcio a 5 e allenatore di calcio norvegese
- 1982 - Devery Henderson, ex giocatore di football americano statunitense
- 1982 - Andreas Hinkel, ex calciatore tedesco
- 1982 - Simas Jasaitis, cestista lituano
- 1982 - Nate Kaeding, ex giocatore di football americano e allenatore di football americano statunitense
- 1982 - Michel Simplício, ex calciatore brasiliano
- 1982 - Rascislaŭ Vjarhun, allenatore di pallacanestro e ex cestista bielorusso
- 1982 - Leka Zogu, nobile e funzionario albanese
- 1983 - Jacqueline Batteast, ex cestista statunitense
- 1983 - Roman Bednář, ex calciatore ceco
- 1983 - Mike Brenley, wrestler statunitense
- 1983 - David Ceresa, ex hockeista su ghiaccio italiano
- 1983 - Wagner Domingos, martellista brasiliano
- 1983 - Toni Elías, pilota motociclistico spagnolo
- 1983 - Daniel Ewing, ex cestista statunitense
- 1983 - Valentina Fambrini, calciatrice e ex giocatrice di calcio a 5 italiana
- 1983 - Jakub Hanák, canottiere ceco
- 1983 - Jeong Ji-hyeon, ex lottatore sudcoreano
- 1983 - J-five, rapper statunitense
- 1983 - Teemu Lassila, hockeista su ghiaccio finlandese
- 1983 - Jelena Lozančić, dirigente sportivo e ex pallavolista serba
- 1983 - Salesi Ma'afu, rugbista a 15 australiano
- 1983 - Jonida Maliqi, cantante e conduttrice televisiva albanese
- 1983 - Karina Maruyama, ex calciatrice giapponese
- 1984 - Filippo Candio, giocatore di poker italiano
- 1984 - Nick Holz, ex giocatore di football americano e allenatore di football americano statunitense
- 1984 - Jimmy Howard, ex hockeista su ghiaccio statunitense
- 1984 - Justice Majabvi, calciatore zimbabwese
- 1984 - Drew Mitchell, ex rugbista a 15 australiano
- 1984 - Žanna Nemcova, giornalista russa
- 1984 - Felix Neureuther, ex sciatore alpino tedesco
- 1984 - Slađana Perunović, mezzofondista e maratoneta montenegrina
- 1984 - Othusitse Pilane, calciatore botswano
- 1984 - Annette Schwarz, ex attrice pornografica tedesca
- 1984 - Artëm Sedov, schermidore russo
- 1984 - Sushmitha Singha Roy, ex multiplista indiana
- 1984 - Beatrice Spaziani, nuotatrice artistica italiana
- 1984 - Sara Jean Underwood, modella statunitense
- 1984 - Eric Williams, ex cestista statunitense
- 1985 - Daniel Axtyamov, ex calciatore azero
- 1985 - Anatolie Boeștean, ex calciatore moldavo
- 1985 - Chatchai Butdee, pugile thailandese
- 1985 - Aleksandr Fukin, giocatore di calcio a 5 russo
- 1985 - Matt Grevers, ex nuotatore statunitense
- 1985 - Jonathan Groff, attore e cantante statunitense
- 1985 - Ovidiu Herea, ex calciatore rumeno
- 1985 - Rashad Jennings, giocatore di football americano statunitense
- 1985 - Keira Knightley, attrice britannica
- 1985 - Jason Lepine, ex hockeista su ghiaccio canadese
- 1985 - Ma Xuejun, discobola cinese
- 1985 - Luis Maldonado, calciatore uruguaiano
- 1985 - Élio Martins, allenatore di calcio e ex calciatore portoghese
- 1985 - Torger Motland, calciatore norvegese
- 1985 - Vincenzo Rubano, giornalista italiano
- 1985 - Kristoffer Silberg, giocatore di calcio a 5 e calciatore norvegese
- 1985 - Davide Somma, ex calciatore sudafricano
- 1985 - Stéphane Séjourné, politico francese
- 1985 - Shawn Taggart, ex cestista statunitense
- 1986 - Abraham Alechenwu, procuratore sportivo e ex calciatore nigeriano
- 1986 - Danita Angell, supermodella statunitense
- 1986 - Maxime Biset, ex calciatore belga
- 1986 - Fernando De la Fuente, ex calciatore argentino
- 1986 - Brahim El Bahri, calciatore marocchino
- 1986 - Jessica Hart, supermodella australiana
- 1986 - Ellen Hoog, ex hockeista su prato olandese
- 1986 - Hwang Youn-joo, pallavolista sudcoreana
- 1986 - Rob Kearney, rugbista a 15 irlandese
- 1986 - Henrik L'Abée-Lund, ex biatleta norvegese
- 1986 - Nabeel Abbas, calciatore iracheno
- 1986 - Emma Laine, allenatrice di tennis e ex tennista finlandese
- 1986 - Collette McCallum, ex calciatrice australiana
- 1986 - Jessica McClure, statunitense
- 1986 - Markus Neumayr, allenatore di calcio e ex calciatore tedesco
- 1986 - Nikolaj Øris Nielsen, pallamanista danese
- 1986 - Blažo Rajović, ex calciatore montenegrino
- 1986 - Mario Rondón, ex calciatore venezuelano
- 1986 - Lluís Sastre, ex calciatore spagnolo
- 1986 - Misty Stone, attrice pornografica statunitense
- 1986 - Valentina Tirozzi, pallavolista italiana
- 1986 - Yésica Toscanini, modella argentina
- 1986 - Fabricio Vay, cestista argentino
- 1986 - Paul Voss, ex ciclista su strada tedesco
- 1986 - Yung L.A., rapper statunitense
- 1987 - Robert Åhman Persson, ex calciatore svedese
- 1987 - Mareen Apitz, pallavolista tedesca
- 1987 - Matteo Ardemagni, calciatore italiano
- 1987 - Marco Buljević, cestista tedesco
- 1987 - Steward Ceus, ex calciatore statunitense
- 1987 - Elisson Aparecido Rosa, calciatore brasiliano
- 1987 - Jermichael Finley, ex giocatore di football americano statunitense
- 1987 - Steven Fletcher, calciatore scozzese
- 1987 - Mecna, rapper, cantautore e grafico italiano
- 1987 - Emil Kenzhesariev, ex calciatore e ex giocatore di calcio a 5 kirghiso
- 1987 - Larisa Korobejnikova, schermitrice russa
- 1987 - Igors Kozlovs, calciatore lettone
- 1987 - Ondřej Kúdela, calciatore ceco
- 1987 - DeAndre Levy, giocatore di football americano statunitense
- 1987 - Antonino Martino, giocatore di calcio a 5 italiano
- 1987 - Marko Mirić, calciatore serbo
- 1987 - Gilberto Manuel Pereira da Silva, calciatore portoghese
- 1987 - Marlon Pereira, calciatore olandese
- 1987 - Inbal Pezaro, nuotatrice israeliana
- 1987 - André Filipe Saraiva Martins, ex calciatore portoghese
- 1987 - Pavel Sidorenko, calciatore kirghiso
- 1987 - Borja Viguera, ex calciatore spagnolo
- 1987 - Yui, cantautrice e compositrice giapponese
- 1987 - Paulo Roberto da Silva, calciatore brasiliano
- 1987 - Alin Șeroni, calciatore rumeno
- 1988 - Marcel Appiah, ex calciatore tedesco
- 1988 - Atena Daemi, attivista iraniana
- 1988 - Tiago Azulão, calciatore brasiliano
- 1988 - Lucas Bravo, attore e modello francese
- 1988 - Diogo Carvalho, nuotatore portoghese
- 1988 - Renate Cerljen, modella svedese
- 1988 - Mika Chunuonsee, calciatore thailandese
- 1988 - Marco Diviach, ex cestista italiano
- 1988 - Davidson Drobo-Ampem, calciatore ghanese
- 1988 - George Groves, pugile britannico
- 1988 - Mauno Hermunen, pilota motociclistico finlandese
- 1988 - Barış Hersek, ex cestista turco
- 1988 - Marko Jovanović, ex calciatore serbo
- 1988 - Calvin Kattar, artista marziale misto statunitense
- 1988 - Suvi Koponen, modella finlandese
- 1988 - Holly Lincoln-Smith, pallanuotista australiana
- 1988 - Fábio Tavares, calciatore portoghese
- 1988 - Petar Muslim, ex pallanuotista croato
- 1988 - Lucas Rios Marques, ex calciatore brasiliano
- 1988 - Robin Shroot, allenatore di calcio e ex calciatore nordirlandese
- 1988 - Yoo Byung-soo, calciatore sudcoreano
- 1988 - Mohamed Youssouf, calciatore comoriano
- 1988 - Maryna Černjak, judoka ucraina
- 1989 - Amel Bouderra, cestista francese
- 1989 - Ivajlo Dimitrov, ex calciatore bulgaro
- 1989 - Gollito Estredo, velista venezuelano
- 1989 - Abdusalam Gadisov, ex lottatore russo
- 1989 - Xander Houtkoop, ex calciatore olandese
- 1989 - Szymon Kiecana, ex altista polacco
- 1989 - Simon Kjær, ex calciatore danese
- 1989 - Federico Mancuello, calciatore argentino
- 1989 - Von Miller, giocatore di football americano statunitense
- 1989 - Lisa Morandini, ex fondista italiana
- 1989 - Dawid Pańczyszyn, giocatore di football americano polacco
- 1989 - Jan Polák, ex calciatore ceco
- 1989 - Christian Ramsebner, calciatore austriaco
- 1989 - Kostadin Velkov, ex calciatore bulgaro
- 1990 - Uini Atonio, rugbista a 15 neozelandese
- 1990 - Hanno Behrens, ex calciatore tedesco
- 1990 - Sarah Menezes, judoka brasiliana
- 1990 - Carly Chaikin, attrice statunitense
- 1990 - Choi Woo-shik, attore sudcoreano
- 1990 - Annamari Danča, ex snowboarder ucraina
- 1990 - Patrick Ekeng, calciatore camerunese († 2016)
- 1990 - French Kiwi Juice, polistrumentista francese
- 1990 - Federico Grabich, nuotatore argentino
- 1990 - Matteo Guidicelli, cantante e attore filippino
- 1990 - Kyle O'Quinn, cestista statunitense
- 1990 - Romain Saïss, calciatore francese
- 1990 - Yūya Takaki, cantante e attore giapponese
- 1990 - Pilip Vajcjachovič, ex calciatore bielorusso
- 1990 - Xiumin, cantante e attore sudcoreano
- 1990 - Yūya Yagira, attore giapponese
- 1991 - Komlan Agbégniadan, calciatore togolese
- 1991 - Jess Bush, attrice e ex modella australiana
- 1991 - Ryan Cullen, pilota automobilistico irlandese
- 1991 - Jaŭhen Karalëŭ, tuffatore bielorusso
- 1991 - Lucas Kaufmann, calciatore brasiliano
- 1991 - Stallone Limbombe, calciatore belga
- 1991 - Barbara Lorsheijd, calciatrice olandese
- 1991 - Azmy Mehelba, tiratore a volo egiziano
- 1991 - Thomas Meißner, calciatore tedesco
- 1991 - Justin Raffington, cestista tedesco
- 1991 - Mohammed Rafique, calciatore indiano
- 1991 - Ari Lennox, cantante statunitense
- 1991 - Merilyn Uudmäe, triplista estone
- 1991 - Kyle Van Noy, giocatore di football americano statunitense
- 1991 - Ramy Youssef, attore, sceneggiatore e comico statunitense
- 1991 - Yannick Zakri, calciatore ivoriano
- 1992 - Gael Acosta, calciatore messicano
- 1992 - Nina Agdal, modella danese
- 1992 - Romario Benzar, calciatore rumeno
- 1992 - Emanuel Brítez, calciatore argentino
- 1992 - Stav Finish, calciatore israeliano
- 1992 - Agustín García Basso, calciatore argentino
- 1992 - Alice Giancristofaro, pallanuotista italiana
- 1992 - Rob Hartog, pilota motociclistico olandese
- 1992 - Goran Huskić, cestista serbo
- 1992 - Karen Israyelyan, ex calciatore armeno
- 1992 - Dmitrij Kabutov, calciatore russo
- 1992 - Florian Koch, cestista tedesco
- 1992 - Stefan Luitz, ex sciatore alpino tedesco
- 1992 - Kevin Ortega, arbitro di calcio peruviano
- 1992 - Haley Ramm, attrice statunitense
- 1992 - Stefano Rijssel, ex calciatore surinamese
- 1992 - Guillermo Ruggeri, ostacolista argentino
- 1992 - Casper Sloth, ex calciatore danese
- 1992 - Stoffel Vandoorne, pilota automobilistico belga
- 1993 - Brayan García, calciatore honduregno
- 1993 - Brent Lepistu, calciatore estone
- 1993 - Chiara Masini Luccetti, nuotatrice italiana
- 1993 - Brad McKay, calciatore scozzese
- 1993 - Marko Mlađan, cestista serbo
- 1993 - Marin Mornar, cestista croato
- 1993 - Connor Murphy, hockeista su ghiaccio statunitense
- 1993 - Grainne Murphy, nuotatrice irlandese
- 1993 - Selina Shirin Müller, cantante e attrice tedesca
- 1993 - Sara Nordin, calciatrice svedese
- 1993 - Park Jeong-ah, pallavolista sudcoreana
- 1993 - Johannes Vetter, giavellottista tedesco
- 1993 - Wes Washpun, cestista statunitense
- 1993 - Charl du Toit, atleta paralimpico sudafricano
- 1994 - Ryan Arcidiacono, cestista statunitense
- 1994 - Gaël Fickou, rugbista a 15 francese
- 1994 - Mauricio Fiol, nuotatore peruviano
- 1994 - Gaspar Iñíguez, calciatore argentino
- 1994 - Justinas Januševskij, calciatore lituano
- 1994 - Melih Kor, disc jockey e produttore discografico tedesco
- 1994 - Pier Larrauri, calciatore peruviano
- 1994 - Michael Olunga, calciatore keniota
- 1994 - Sebastian Osigwe, calciatore svizzero
- 1994 - Magomed Paragwl'gov, calciatore kazako
- 1994 - José Paulo de Oliveira Pinto, calciatore brasiliano
- 1994 - César Samudio, calciatore panamense
- 1994 - Alon Sapir, cestista israeliano
- 1994 - Delian Stateff, triatleta italiano
- 1994 - Freya Tingley, attrice australiana
- 1994 - Alison Van Uytvanck, ex tennista belga
- 1994 - Paige VanZant, artista marziale mista, pugile e modella statunitense
- 1994 - Jed Wallace, calciatore inglese
- 1994 - Mayu Watanabe, cantante, attrice e modella giapponese
- 1994 - Marcela Zacarías, tennista messicana
- 1995 - Bilal Başaçikoğlu, calciatore olandese
- 1995 - David Costas, calciatore spagnolo
- 1995 - Giorgi Gorozia, ex calciatore georgiano
- 1995 - Bruno Leite, calciatore capoverdiano
- 1995 - Ilia Isorelýs Paulino, attrice e produttrice cinematografica statunitense
- 1995 - Markus Pavic, calciatore austriaco
- 1995 - Luca Raggio, ex ciclista su strada italiano
- 1995 - Milad Sarlak, calciatore iraniano
- 1995 - Kipling Weisel, ex sciatore alpino statunitense
- 1996 - Jonathan Bamba, calciatore ivoriano
- 1996 - Kathryn Bernardo, attrice e modella filippina
- 1996 - Luka Bogdan, calciatore croato
- 1996 - Mario Gargiulo, calciatore italiano
- 1996 - Otar K'it'eishvili, calciatore georgiano
- 1996 - Ivanildo Fernandes, calciatore portoghese
- 1996 - David Nichols, cestista statunitense
- 1996 - Alessio Occhipinti, nuotatore italiano
- 1996 - Audrey Phaneuf, pattinatrice di short track canadese
- 1996 - Núbia Soares, triplista brasiliana
- 1996 - Justise Winslow, cestista statunitense
- 1996 - Mizuki Yanagita, ex pallavolista giapponese
- 1996 - Radovan Đoković, cestista serbo
- 1997 - Andreas Christodoulou, calciatore cipriota
- 1997 - Bryce Deadmon, velocista statunitense
- 1997 - Nicole Enabosi, cestista statunitense
- 1997 - Wenyen Gabriel, cestista sudsudanese
- 1997 - Mateus Garcia, giocatore di calcio a 5 brasiliano
- 1997 - Alex Iván, calciatore slovacco
- 1997 - Youssra Karim, atleta paralimpica marocchina
- 1997 - Marta Lach, ciclista su strada polacca
- 1997 - Junior Madut, cestista sudsudanese
- 1997 - Maurizio Marassi, sportivo italiano
- 1997 - Wendell Mitchell, cestista statunitense
- 1997 - Kōji Miyoshi, calciatore giapponese
- 1997 - Thierry Ndikumwenayo, mezzofondista burundese
- 1997 - Francisco Reis Ferreira, calciatore portoghese
- 1997 - Cameron Smith, giocatore di football americano statunitense
- 1997 - Eduard Trippel, judoka tedesco
- 1997 - Marcos Vinícius da Silva Santos, calciatore brasiliano
- 1998 - Omar Ayuso, attore spagnolo
- 1998 - Meldin Drešković, calciatore montenegrino
- 1998 - Sindre André Eggen, giocatore di calcio a 5 e calciatore norvegese
- 1998 - Johannes Erm, multiplista estone
- 1998 - Iván Erquiaga, calciatore argentino
- 1998 - Georgij Machatadze, calciatore russo
- 1998 - Riccardo Marchizza, calciatore italiano
- 1998 - Satoko Miyahara, pattinatrice artistica su ghiaccio giapponese
- 1998 - Matías Moya, calciatore argentino
- 1998 - Matías Nani, calciatore argentino
- 1998 - Leaonna Odom, cestista statunitense
- 1998 - Oleksandr Petrusenko, calciatore ucraino
- 1998 - Emil Savić, cestista croato
- 1998 - Marquez Stevenson, giocatore di football americano statunitense
- 1998 - Isaiah Whaley, cestista statunitense
- 1999 - Anel Ahmedhodžić, calciatore svedese
- 1999 - Óscar Clemente, calciatore spagnolo
- 1999 - Hugo Erkmaa, cestista estone
- 1999 - Linus Lundqvist, pilota automobilistico svedese
- 1999 - Justin Minaya, cestista statunitense
- 1999 - Nicolae Sorin Mitrofan, saltatore con gli sci rumeno
- 1999 - Jesús Pretell, calciatore peruviano
- 1999 - Rashawn Slater, giocatore di football americano statunitense
- 1999 - Quinn Sullivan, chitarrista statunitense
- 1999 - Ross Sykes, calciatore inglese
- 1999 - Zach Tom, giocatore di football americano statunitense
- 1999 - İpek Çiçek, attrice turca
- 2000 - Ali Olwan, calciatore giordano
- 2000 - Candela Andújar, ex calciatrice spagnola
- 2000 - Costinha, calciatore portoghese
- 2000 - Nina Derwael, ginnasta belga
- 2000 - Greg Dulcich, giocatore di football americano statunitense
- 2000 - Jibek Kulambaeva, tennista kazaka
- 2000 - Gefen Primo, judoka israeliana
- 2000 - Salis Abdul Samed, calciatore ghanese
- 2000 - Emily Schöpf, sciatrice alpina austriaca
- 2000 - Fausto Vera, calciatore argentino
- 2000 - Hina Yōmiya, doppiatrice giapponese

## XXI secolo(38)
- 2001 - Ettson Ayón, calciatore messicano
- 2001 - Benoît Badiashile, calciatore francese
- 2001 - Niko Galešić, calciatore croato
- 2001 - Drew Helleson, hockeista su ghiaccio statunitense
- 2001 - Toshio Lake, calciatore olandese
- 2001 - Felix Strauß, calciatore austriaco
- 2001 - Khéphren Thuram, calciatore francese
- 2001 - Laureano Troncoso, calciatore argentino
- 2001 - Jameson Williams, giocatore di football americano statunitense
- 2001 - Eric Wyler, sciatore alpino svizzero
- 2002 - Amir Ali Azarpira, lottatore iraniano
- 2002 - Kimito Nono, calciatore giapponese
- 2002 - Darluis Paz, calciatore venezuelano
- 2002 - Robert-Jan Vanwesemael, calciatore belga
- 2003 - Bright Arrey-Mbi, calciatore tedesco
- 2003 - Bhad Bhabie, rapper e personaggio televisivo statunitense
- 2003 - Ibrahim Cissoko, calciatore olandese
- 2003 - Kacper Gieryk, ciclista su strada polacco
- 2003 - Jaouen Hadjam, calciatore francese
- 2003 - Kang Seong-jin, calciatore sudcoreano
- 2003 - Rogers Kibet, mezzofondista ugandese
- 2003 - Tuur Rommens, calciatore belga
- 2003 - Miguel Silveira, calciatore brasiliano
- 2003 - Polina Šmatko, ginnasta russa
- 2004 - Isaac Aguiar Tomich, calciatore brasiliano
- 2004 - Michael Leonard, ciclista su strada e pistard canadese
- 2004 - Mohamed Touré, calciatore australiano
- 2004 - Lesley Ugochukwu, calciatore francese
- 2004 - Matěj Švancer, sciatore freestyle ceco
- 2005 - Ella Anderson, attrice, cantante e modella statunitense
- 2005 - Guilmar Centella, calciatore boliviano
- 2005 - Anas Haj Mohamed, calciatore tunisino
- 2005 - Saël Kumbedi, calciatore francese
- 2005 - Dimitris Rallis, calciatore greco
- 2005 - Kento Shiogai, calciatore giapponese
- 2006 - Thiago Helguera, calciatore uruguaiano
- 2007 - Sara Saliba, calciatrice maltese
- 2007 - Santiago Segovia, calciatore argentino

## Senza anno specificato(1)
- Sekihiko Inui, fumettista giapponese